# Scheletro carbonioso
In chimica organica per scheletro carbonioso (o catena carboniosa) si intende la successione all'interno di una molecola di più atomi di carbonio legati tra loro. Tali atomi di carbonio possono essere legati tra loro attraverso un legame semplice, doppio o triplo. Lo scheletro carbonioso può avere struttura lineare (se costituito da una singola catena aperta), ramificata (se costituito da più catene aperte) o ad anello (detta "formula ciclica", se costituito da una catena chiusa).

Esempio di molecola con scheletro carbonioso lineare: n-butano
Esempio di molecola con scheletro carbonioso ramificato: isoottano
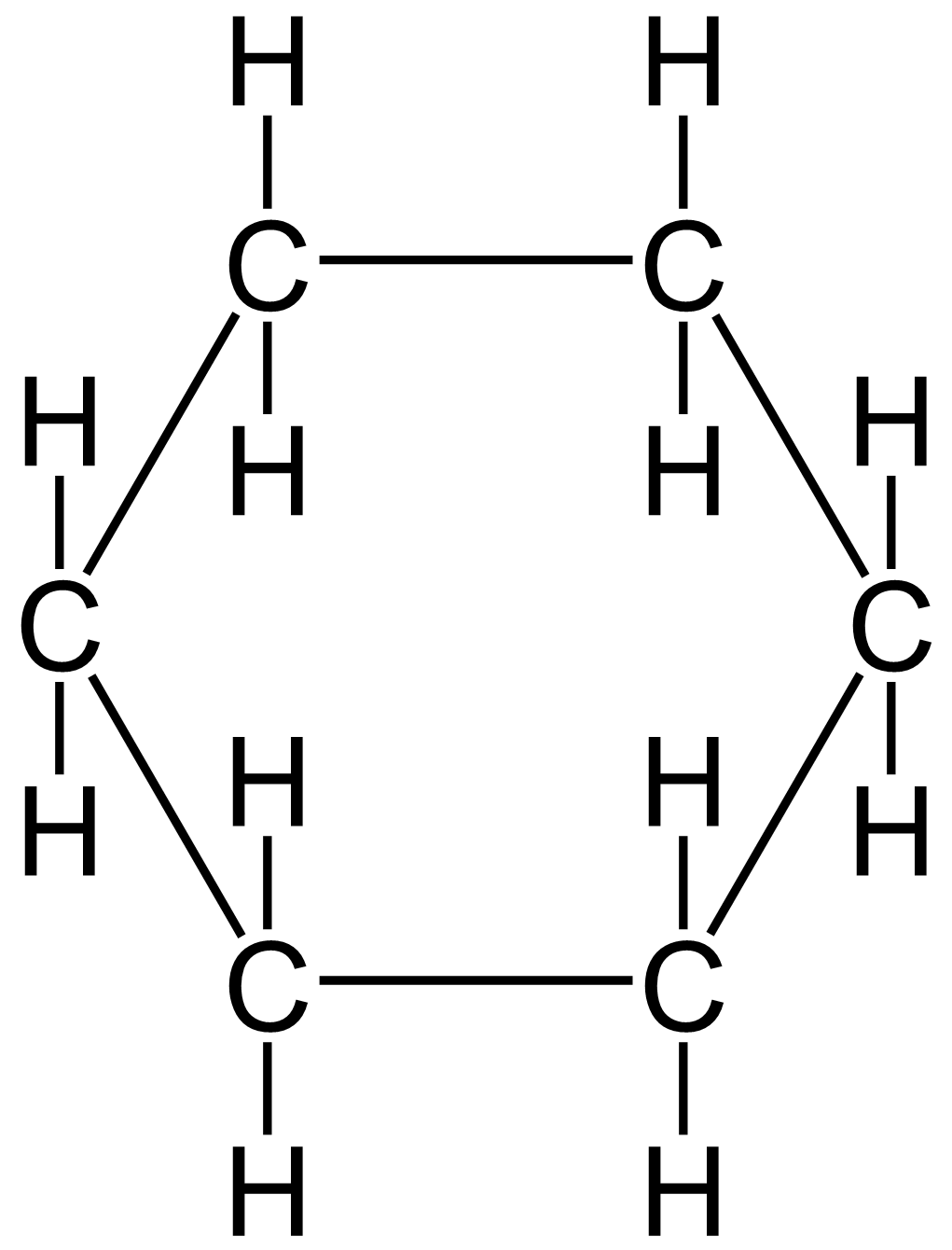
Esempio di molecola con scheletro carbonioso ad anello: cicloesano

In chimica organica si può indicare la formula di struttura di un composto omettendo gli atomi di idrogeno e indicando due atomi di carbonio contigui con tanti segmenti quanti sono i legami che li uniscono: in questo caso si parla di "formula di struttura semplificata", e nel caso degli idrocarburi ciò vuol dire rappresentare la molecola evidenziando solamente lo scheletro carbonioso. Il numero e la posizione degli atomi di idrogeno in un composto organico possono essere dedotti a partire dalla formula di struttura semplificata considerando che ogni atomo di carbonio forma 4 legami, che possono essere:
- 4 legami semplici
- 2 legami doppi
- 1 legame doppio e 2 legami semplici
- 1 legame triplo e 1 legame semplice.

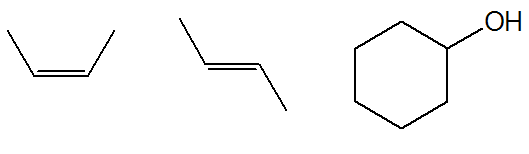
Esempi di formule di struttura semplificate:
cis-2-butene, trans-2-butene, cicloesanolo.

Anche il silicio può formare catene di atomi, ma il legame silicio-silicio non è sufficientemente resistente all'attacco dell'ossigeno presente nell'atmosfera terrestre; esso infatti tende a rompersi con formazione di silice (SiO2).